# ياسمين الخالدي
ياسمين الخالدي (بالإنجليزية: Jasmine Alkhaldi) ‏ (20 يونيو 1993) هي سباحة فلبينية، وهي تحمل الرقم القياسي في بلدها الفلبين في سباق 100 فراشة و50 فراشة. فازت العام الماضي بثلاث ميداليات ذهبية في بطولة جنوب شرق آسيا للناشئات. شاركت في دورة الألعاب الأولمبية الصيفية عام 2012.

## حياتها
والدها سعودي الجنسية ووالدتها فلبينية. تركها والدها وهي ذات الثلاثة سنوات مع أمها واخوتها وقام بتطليق والدتها وطردهم من السعودية إلى الفلبين، عانت الأسرة خلالها أزمة مادية، واشتدت أكثر منذ أن أظهرت ياسمين اهتمام بالسباحة؛ وذلك لأن الأم عملت جاهدة لكي تلتحق ياسمين بدورات متخصصة في السباحة. إلى أن وصلت لمرحلة العجز المالي الذي كاد أن يقضي على حلم ياسمين لتستمر في هذه الدورات. لكن حصولها على منحة تعليمية للمميزين رياضيا، مكنتها من مواصلة تعليمها والتدرب في المركز الفلبيني للتفوق في الرياضات المائية. حقق بعدها أرقام مهمة في البطولات المحلية، ثم انتقلت هذه النجاحات من محلية إلى وطنية.
تم اختيارها بعدها للمشاركة بدورة الألعاب الأولمبية للشباب بسنغافورة. لكن ظهرت عائق تكاليف الرحلة، فاضطرت إلى البحث عن راعي يكفل لها كافة مصاريف الرحلة، وحصلت على رعاية من شركة بروكتر اند جامبل العالمية عبر حملة «شكرا لكِ أمي» التي تقدمها الشركة لأبرز 25 أم رياضي مميز. تدرس حاليا في جامعة هاواي.

### لندن 2012
شاركت في الألعاب الأولمبية الصيفية في لندن، لكنها لم تستطع الوصول إلى الدور نصف النهائي من منافسات 100 متر سيدات سباحة حرة، بعد أن قطعت في جولة الاقصائيات مسافة السباق بتوقيت 57.13 واحتلت بذلك المركز 34.

## أرقام شخصية
| 50 سباحة حرة  | 26.32 (2/23/2012)    |
| 100 سباحة حرة | 56.96 (2/22/2012)    |
| 200 سباحة حرة | 2:04.95 (2/22/2012)  |
| 100 فراشة     | 1:02.32 (10/28/2011) |

## وصلات خارجية
- ياسمين الخالدي على موقع الاتحاد الدولي للسباحة (الإنجليزية)
- ياسمين الخالدي على موقع اللجنة الأولمبية الدولية (الإنجليزية)
- ياسمين الخالدي على موقع أوليمبيديا (الإنجليزية)

- سيرة ياسمين الخالدي على موقع أولبياد لندن 2012.
- Filipino Olympian: Jasmine Alkhaldi
- ياسمين الخالدي.. ووطن بديل مدونة مفيد النويصر.